# لیگ دسته سوم فوتبال اسکاتلند
 لیگ دسته سوم فوتبال اسکاتلند  (به انگلیسی: Scottish Football League Third Division) چهارمین لیگ معتبر فوتبال در کشور اسکاتلند بود که از ۱۹۲۳ تا ۲۰۱۳ در این کشور برگزار می‌شد. این لیگ از ۱۰ تیم که از سراسر اسکاتلند در آن شرکت می‌کنند برگزار می‌شد.
تیم‌های صعودکننده این لیگ به لیگ دسته دوم فوتبال اسکاتلند راه میافتند.